# Краснополка (Винницкая область)
Краснопо́лка (укр. Краснопілка) — село на Украине, находится в Гайсинском районе Винницкой области.

## История
Являлось волостным центром Гайсинского уезда Подольской губернии Российской империи.
В ходе Великой Отечественной войны в 1941 - 1944 гг. село находилось под немецкой оккупацией.
Население по переписи 2001 года составляло 1627 человек.

## Адрес местного совета
23733, Винницкая область, Гайсинский р-н, с.Краснополка, ул.Котовского, 16

## Фотогалерея

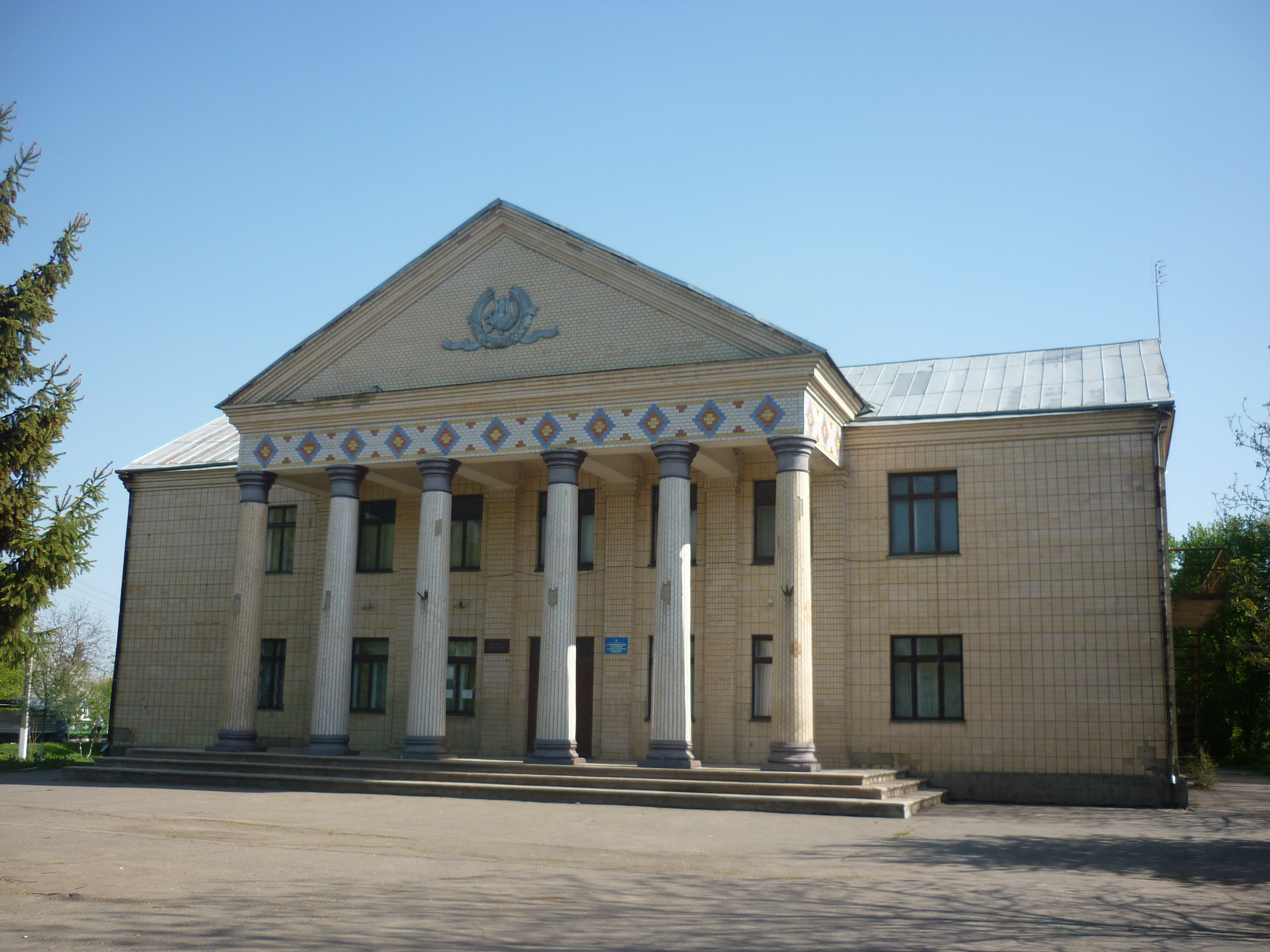
Клуб и музей
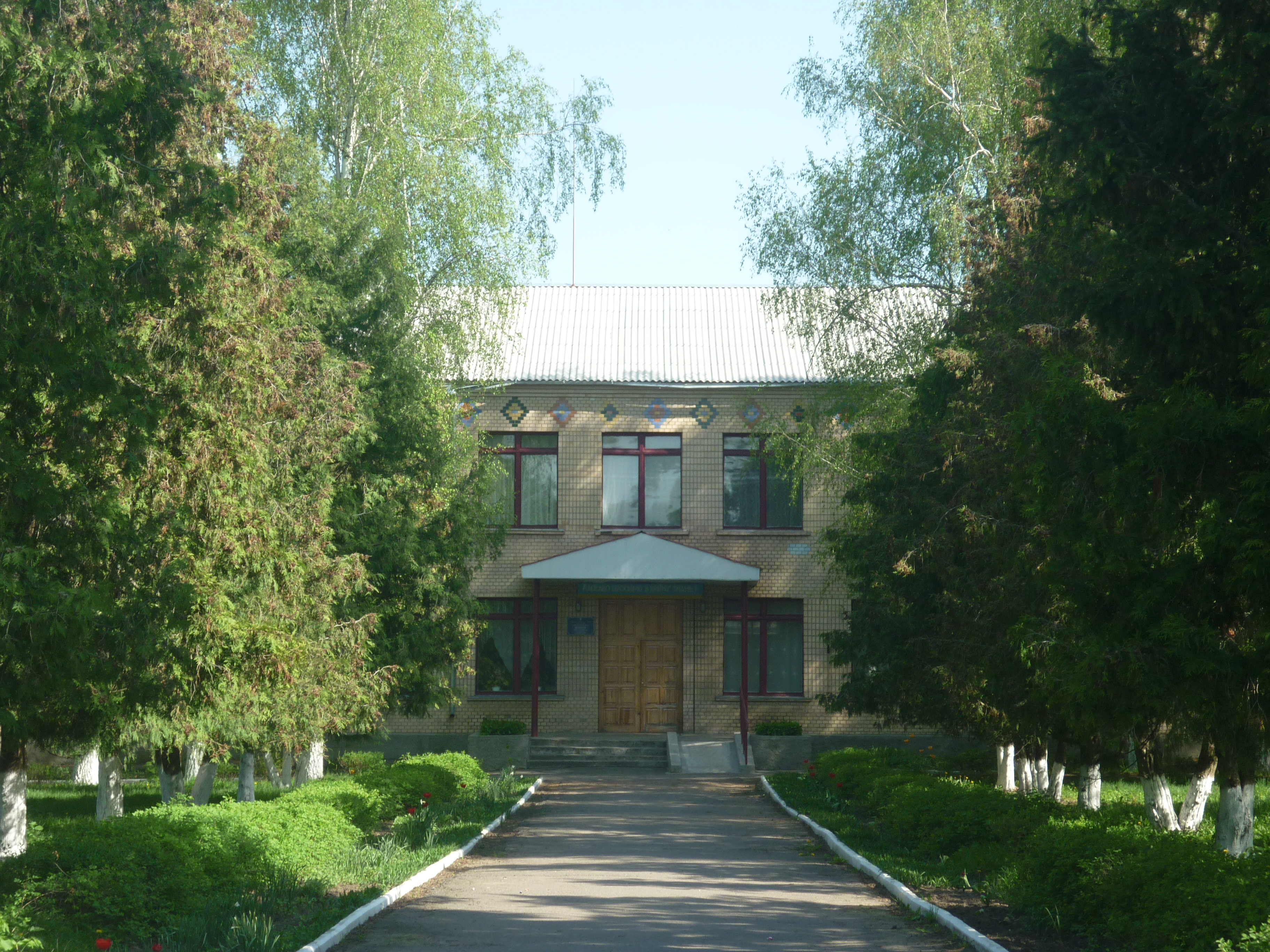
Школа
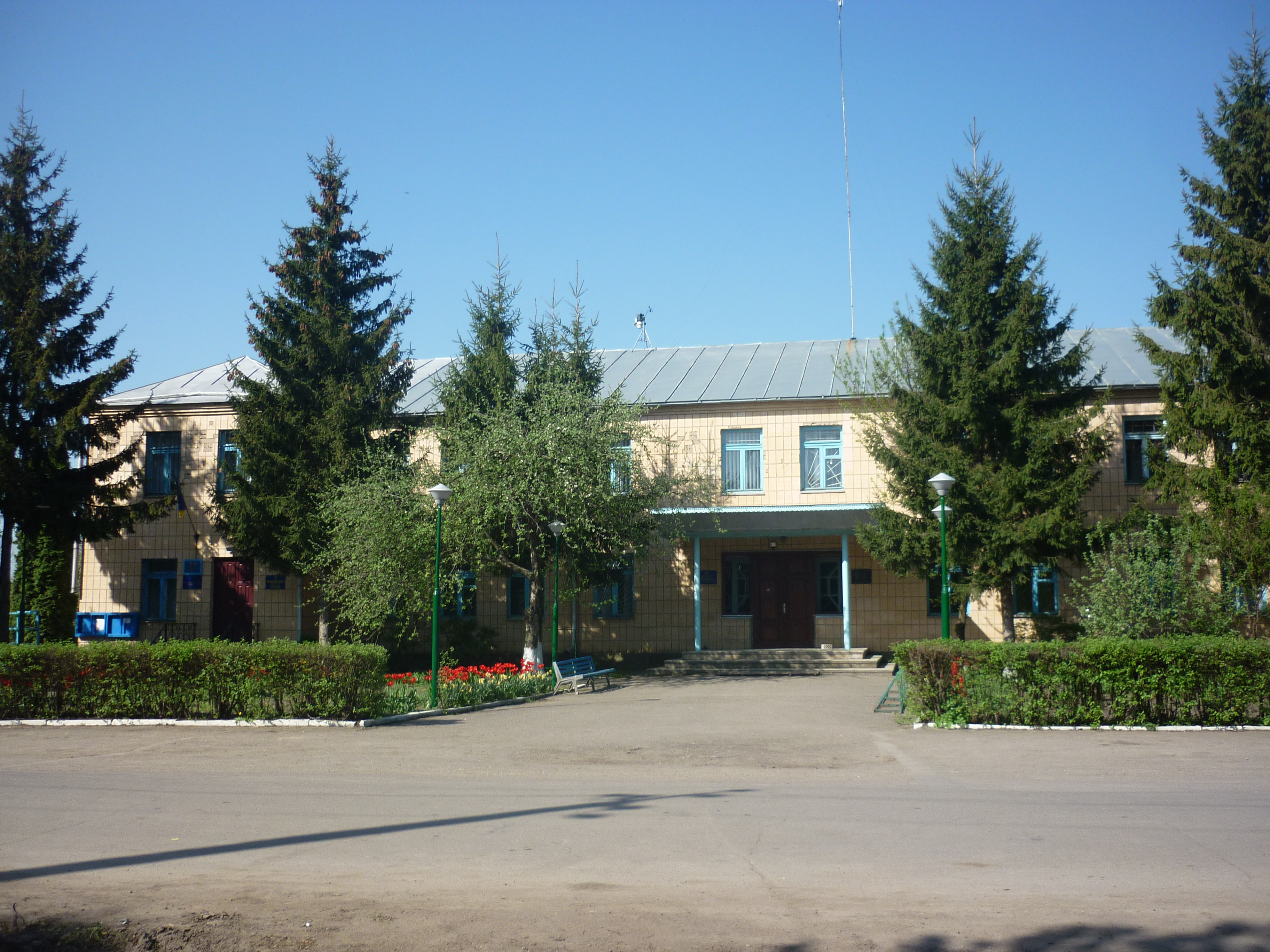
Здание Сельсовета
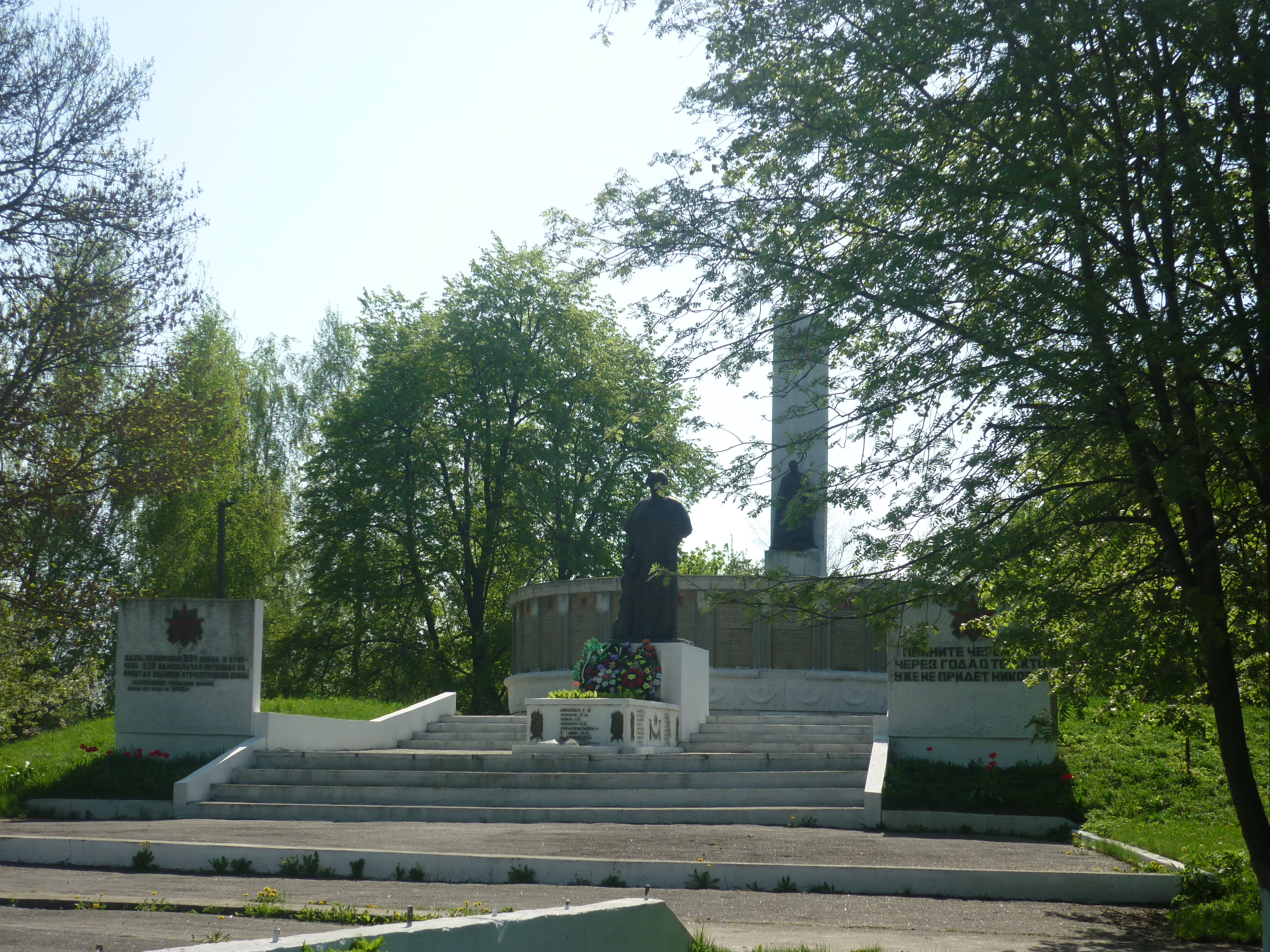
Памятник воинам-освободителям Великой Отечественной войны
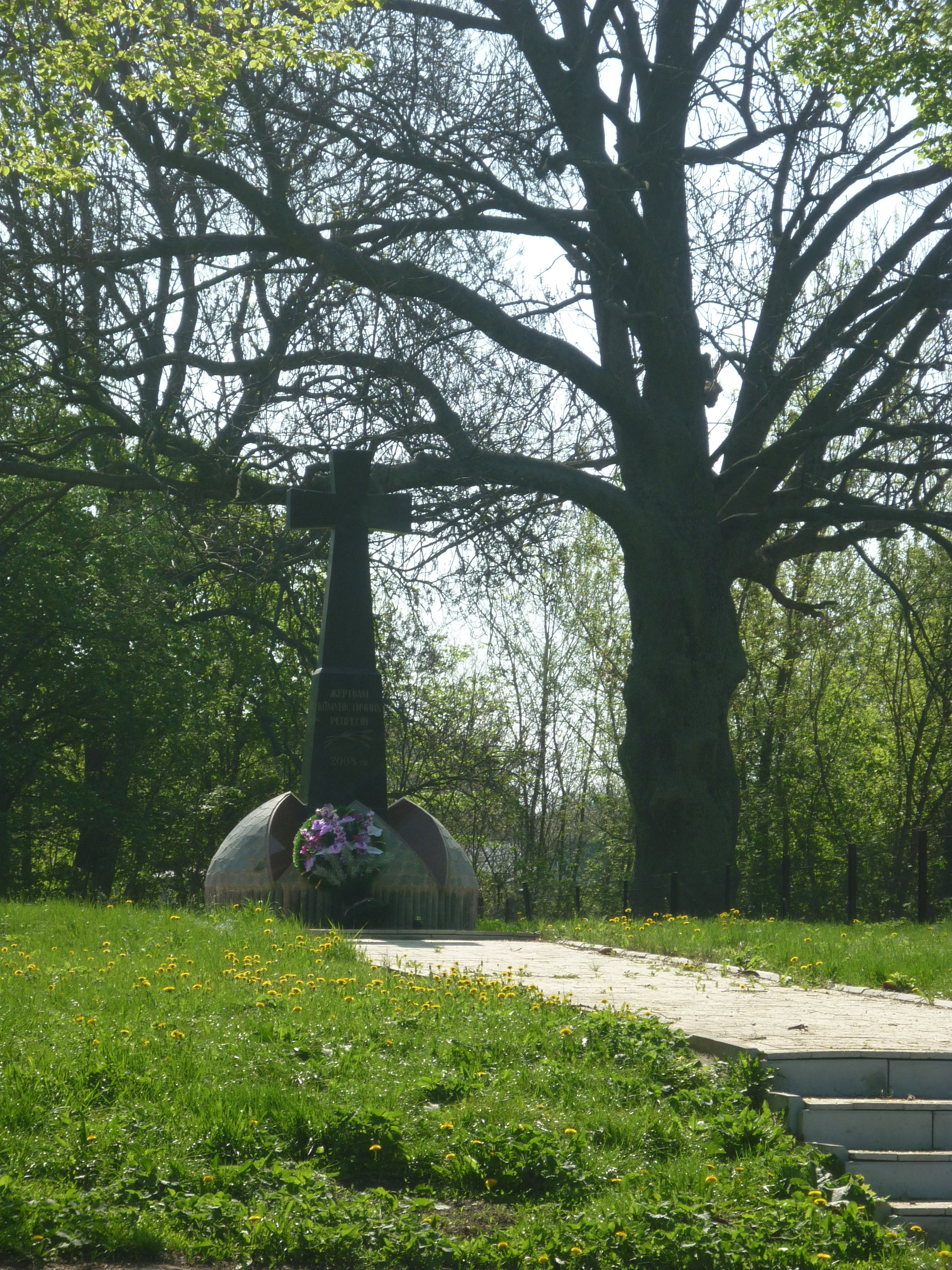
Памятник жертвам репрессий